# Nathan Marcus Adler
Pour les articles homonymes, voir Adler.
Nathan Marcus Adler (né le 15 janvier 1803 à Hanovre et mort le 21 janvier 1890 à Brighton) est un rabbin germano-britannique.

## Biographie
Nathan Adler est le fils de l'enseignant du judaïsme Markus Adler. En 1826, il étudie la théologie et la philologie à l'université de Wurtzbourg et à l'université de Nuremberg. Un de ses professeurs à Wurtzbourg est Abraham Bing.
En 1828, Adler est nommé rabbin du duché d'Oldenbourg puis l'année suivante de Hanovre. Il réorganise les communautés juives, l'organisation au sein des synagogues et l'enseignement du judaïsme.
Après avoir été rabbin à Berlin en 1842, sans succès, il est appelé en 1844 à succéder à Solomon Hirschell (en) comme grand-rabbin de l'Empire britannique et s'en va à Londres. Samuel Ephraim Meyer (de) lui succède à Hanovre.
À Londres, Adler fonde en 1845 le Jews College et unifie toutes les synagogues de la capitale au sein de l'United Synagogue en 1868. Son fils Hermann Adler lui succède comme grand-rabbin du Commonwealth.